# Härlövs landskommun
Härlövs landskommun var en tidigare kommun i Kronobergs län.

## Administrativ historik
Kommunen bildades i Härlövs socken i Allbo härad i Småland då 1862 års kommunalförordningar trädde i kraft.
I samband med kommunreformen 1952 inkorporerades den i Alvesta köping som 1971 ombildades till Alvesta kommun.